# Rodný dům Josefa Hlávky
Rodný dům Josefa Hlávky, slavného architekta, mecenáše a patriota, se nachází v Hlávkově ulici č. p. 16 v Přešticích. Stavba je barokní a představuje hodnotný doklad starší podoby typické městské zástavby. Od roku 1992 je památkově chráněna.

## Historie
Dům stojí v dnešní Hlávkově ulici č. p. 16. Narodil se zde 15. února 1831 Josef Hlávka, známý architekt, stavitel, mecenáš a zakladatel České Akademie císaře Františka Josefa pro vědy, slovesnost a umění v Praze.
Dne 3. června 1992 byl dům prohlášen kulturní památkou.
Dům ve své historii vyměnil několik vlastníků, až jej koupili manželé Hřebcovi a dům zrekonstruovali. Rekonstrukce probíhala v letech 2000–2006 a byla náročná. Bylo nutné respektovat požadavky Národního památkového ústavu. Největší překážkou byla absence jakékoliv příjezdové cesty, neboť kolem domu pod úrovní silnice vede pouze úzký chodník, který je svodidly oddělen od velmi frekventované silnice z Přeštic do Klatov.

### Hlávkova ulice
Po roce 1918 byla celá ulice vedoucí v Přešticích na Pohořsko nazvaná k poctě svého rodáka a čestného občana města Přeštic Hlávkovou třídou. Po roce 1948 byla přejmenována na Gottwaldovu. Dnes nese opět jméno Hlávkova.

## Popis

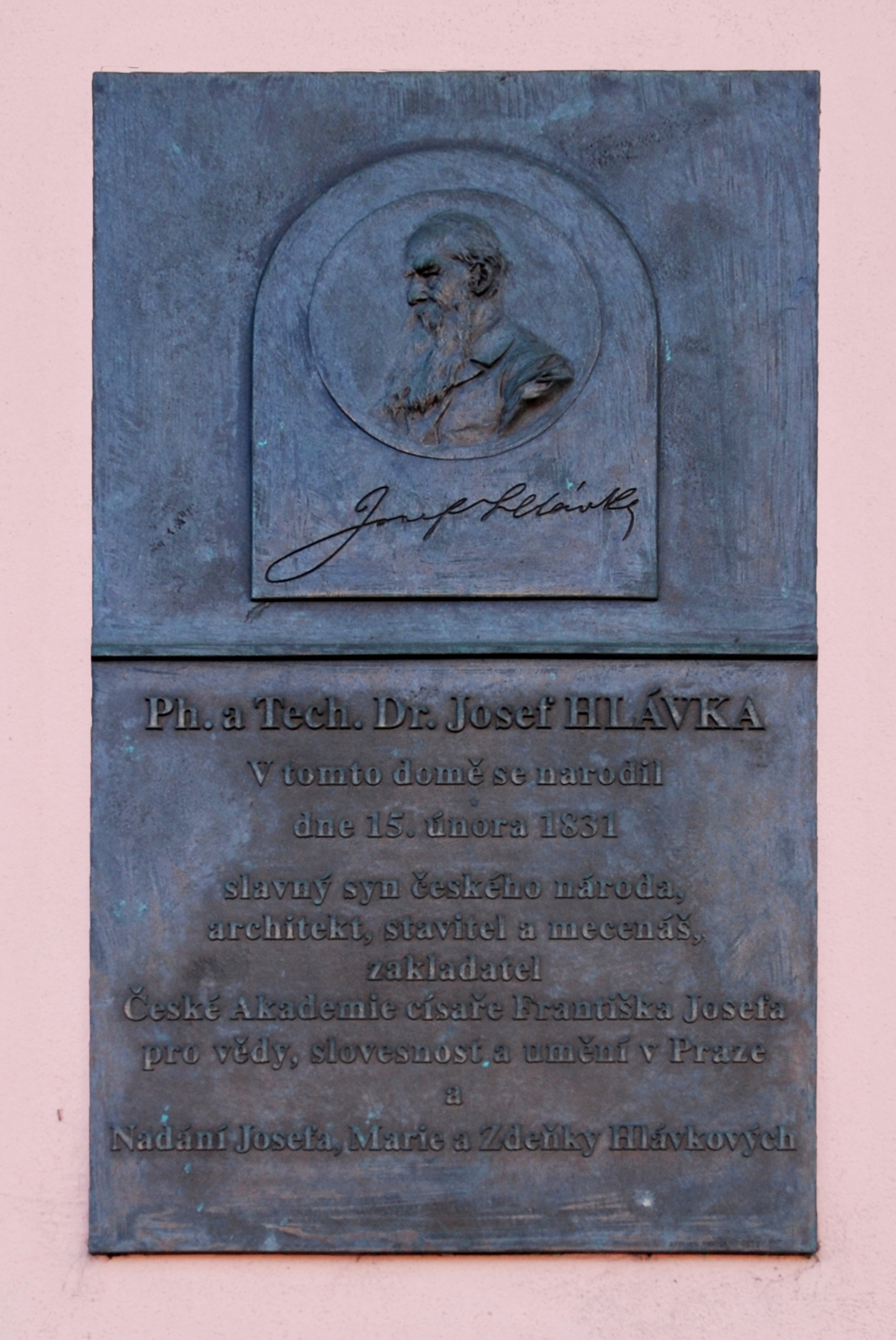
Pamětní deska na domě

Dům stojí na hlavní ulici procházející Přešticemi ve směru Plzeň – Klatovy. Představuje drobnou barokní architekturu – tradiční maloměstskou zástavbu své doby. Mezi okny je umístěna pamětní deska Josefa Hlávky s textem: „Ph. a Tech. Dr. Josef Hlávka. V tomto domě se narodil dne 15. února 1831 slavný syn českého národa, architekt, stavitel a mecenáš, zakladatel České Akademie císaře Františka Josefa pro vědy, slovesnost a umění v Praze a Nadání Josefa, Marie a Zdeňky Hlávkových.“ 
Jedná se o přízemní domek se sedlovou, v pravé části valbovou střechou krytou taškami (bobrovkami). Dvojice vikýřů s valbovými stříškami nahradila při rekonstrukci původní větrací otvor. V průčelí vlevo jsou vrata s polokruhově zaklenutým portálem, uprostřed dvojice dvoukřídlých oken je umístěna již zmíněná pamětní deska, v pravé straně průčelí se nachází krámský vstup s dřevěnými dveřnicemi.